# Verklebungslemma
Das Verklebungslemma (englisch glueing lemma bzw. gluing lemma oder pasting lemma) ist ein elementarer Lehrsatz des mathematischen Teilgebiets der Allgemeinen Topologie. Es zeigt, wie unter gewissen Bedingungen stetige Abbildungen auf topologischer Räumen aus solchen auf Unterräumen stückweise zusammengefügt und damit gewissermaßen „zusammengeklebt“ werden können.

## Formulierung des Lemmas
Es lässt sich zusammengefasst und in allgemeiner Darstellung formulieren wie folgt:
Gegeben seien zwei topologische Räume {\displaystyle X} und {\displaystyle Y}.
Weiter gegeben seien eine Überdeckung {\displaystyle (A_{i})_{i\in I}} von {\displaystyle X} und dazu eine Familie stetiger Abbildungen {\displaystyle f_{i}\colon \,A_{i}\to Y}.
Dabei möge gelten:
 (1) Für {\displaystyle i,j\in I} und {\displaystyle x\in A_{i}\cap A_{j}} sei stets {\displaystyle f_{i}(x)=f_{j}(x)}.
 (2) Die {\displaystyle A_{i}} seien entweder allesamt offene Teilmengen oder aber allesamt abgeschlossene Teilmengen von {\displaystyle X}, wobei letzterenfalls zusätzlich gelten solle, dass die Familie {\displaystyle (A_{i})_{i\in I}} eine lokalendliche Überdeckung von {\displaystyle X} darstelle.
Dann gilt:
Durch die Zuordnungsvorschrift
{\displaystyle x\mapsto f(x):=f_{i}(x)\;(i\in I\;,\;x\in A_{i})}
ist eine Abbildung
{\displaystyle f\colon \,X\to Y}
gegeben und diese ist stetig.

## Folgerung
Das Lemma schließt das folgende häufig benutzte Kriterium in sich ein:
Hat ein topologischer Raum {\displaystyle X} eine offene Überdeckung {\displaystyle (A_{i})_{i\in I}} oder eine endliche abgeschlossene Überdeckung {\displaystyle (A_{i})_{i=1,\ldots ,n}\;(n\in \mathbb {N} )}, so ist eine auf ihm gegebene Abbildung {\displaystyle f\colon \,X\to Y} in einen weiteren topologischen Raum {\displaystyle Y} genau dann stetig, wenn jede einzelne eingeschränkte Abbildung {\displaystyle f|_{A_{i}}} stetig ist.

## Zum Beweis
Der Beweis des Lemmas beruht wesentlich auf der folgenden, für jede Teilmenge {\displaystyle B\subseteq Y} gültigen Gleichung
{\displaystyle f^{-1}(B)=\bigcup _{i\in I}{f_{i}}^{-1}(B)}
sowie der Tatsache, dass (unter den jeweiligen Bedingungen!) eine Teilmenge {\displaystyle A\subseteq X} offen (beziehungsweise abgeschlossen) in {\displaystyle X} ist dann und nur dann, wenn jede der Schnittmengen {\displaystyle A\cap A_{i}\;(i\in I)}  offen (beziehungsweise abgeschlossen) in {\displaystyle A_{i}} ist.